# 2021년 페루 대통령 선거
2021년 4월 11일 페루에서 대통령 선거가 치러졌다. 2021년 6월 6일 결선 투표에서 상위 두 후보 중 하나가 차기 대통령과 부통령으로 당선된다. 새 국회의원을 뽑는 총선도 치러졌으며, 130석 전체에서 대결이 펼쳐졌다.
총 18명이 대선 후보로 출마했으며, 이는 2006년 대선 이후 가장 많은 수치이다. 좌익 자유 페루 소속의 페드로 카스티요가 1차에서 최다 득표를 기록했으며, 우익 대중의 힘 대표로 2011년과 2016년에 결선에서 근소하게 낙선한 게이코 후지모리와 맞붙게 되었다.